# Uniroyal (Continental AG)

Logo

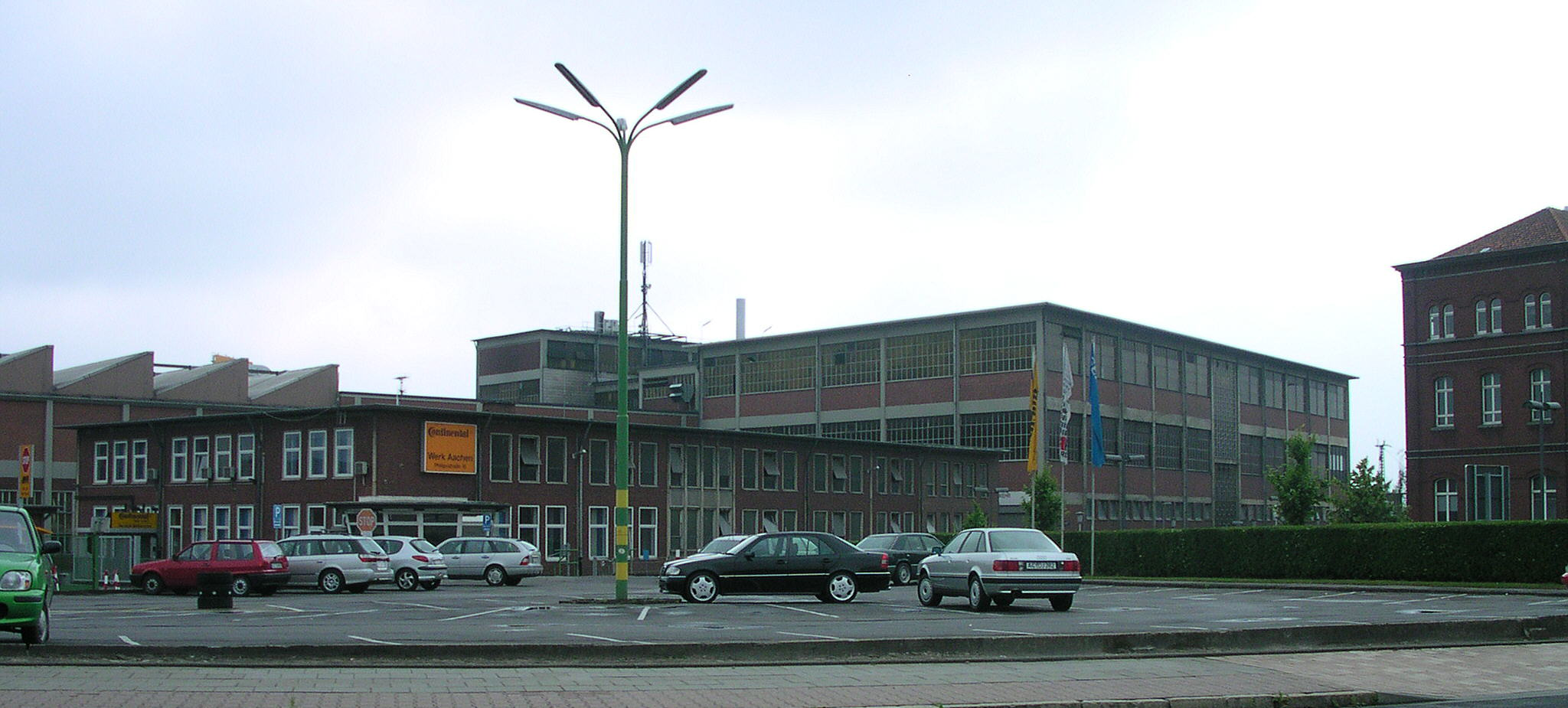
Uniroyal in Aachen (heute Continental)

Uniroyal ist eine Reifenmarke belgischer Herkunft, die seit dem Jahr 1979 in die Continental-Gruppe integriert ist. Das früher selbstständige Unternehmen galt seit seiner Gründung im Jahr 1868 als Vorreiter für Produkte aus Gummierzeugnissen.

## Geschichte
Das heute als „Uniroyal“ bekannte Unternehmen in Lüttich wurde im Jahre 1868 von Oscar Englebert gegründet. Die dort vertriebenen Waren aus Gummikautschuk waren für die damalige Epoche neuartig. Im Laufe der Jahre verstärkte sich die Nachfrage und das Geschäft mit den Kautschukartikeln unter dem Namen Englebert wuchs.
Mit der Errichtung einer eigenen Gummifabrik im Jahr 1877 legte Englebert den Grundstein für die erstmalige Reifenproduktion der Marke. Was im Jahr 1895 unter der Leitung von Oscar Englebert Junior zunächst mit Fahrradreifen und Schläuchen begann, entwickelte sich zu einem der ersten Autoreifenhersteller in den Benelux-Staaten. 1892 wurden 250 Mitarbeiter beschäftigt. Nach einem Sieg mit Englebert Reifen bei den 24 Stunden von Le Mans im Jahr 1899 wurde die Marke bekannt, nachdem erstmals die Reifen während eines Rennens nicht gewechselt werden mussten.
Schließlich wurde Englebert so als einer der ersten Autoreifenhersteller in Europa bekannt. 1904 wurde mit der Produktion von Spike-Reifen begonnen. Auch im Motorsport kamen die Rennreifen der Marke zum Einsatz. Im Ersten Weltkrieg wurde der Betrieb am 7. August 1914 von den deutschen Besatzungstruppen beschlagnahmt und in der Fabrik eine Kaserne eingerichtet. Da Oscar Englebert spanischer Honorarkonsul war, wurden die Anlagen aber wieder freigegeben und die Produktion konnte wieder aufgenommen werden. Das Werk in Herstal hatte 1925 bereits 3.500 Mitarbeiter. 1929 wurde ein weiteres Werk in Aachen-Rothe Erde gegründet und es wurden hunderte Mitarbeiter beschäftigt. 1936 (inzwischen war Georges Englebert Leiter der Firma) ein weiteres Werk in Clairoix in Frankreich eröffnet. Firmenname war damals Société du Pneu Englebert et Oscar Englebert.
Durch den Zusammenschluss mit der United States Rubber Company erfolgte in den 1950er Jahren die Umbenennung zu Uniroyal-Englebert, bevor es 1967 schließlich zur endgültigen Umbenennung zu „Uniroyal“ kam. Im Jahr 1969 wurde mit dem Rallye 180 der erste Regenreifen von Uniroyal von der Zeitschrift auto motor sport als Testsieger ermittelt.
1979 kaufte die Continental Gruppe für 120 Millionen DM das europäische Reifengeschäft des Unternehmens und erwarb damit vier Reifenwerke, ein Werk zur Herstellung von Reifencord, vier Vertriebsorganisationen und das Recht den Markennamen Uniroyal für das Geschäft in Europa zu nutzen.

## Reifenarten

### Pkw- und Leicht-Lkw-Reifen
Uniroyal vertreibt vor allem Reifen für Pkw und Leicht-Lkw. Die Marke stellt die besonders guten Eigenschaften ihrer Reifen bei Regen heraus, in dem sie sich als Marke „Der Regenreifen Uniroyal“ im Markt positioniert.

### Bus- und Lkw-Reifen
Uniroyal produziert auch Bus- und Lkw-Reifen. Weltweit statten zahlreiche Transportunternehmen ihre Transport- und Nutzfahrzeuge mit Reifen von Uniroyal aus.

## Technologien

### Zick-Zack-Profil
1912 entwickelte Uniroyal als erster Reifenhersteller ein spezielles Zick-Zack-Profil, das verhindern soll, dass ein Reifen ins Schleudern gerät.
Seit 1969 werden laufrichtungsgebundene V-Profile für die Reifen verwendet.

### Shark Skin Technology
Bei der Herstellung der Uniroyal-Reifen, die als „Regenreifen“ bekannt sind, wird das Prinzip der Bionik angewandt. Die wasserverdrängenden Eigenschaften von Haihaut (Shark Skin) werden mit einer speziellen Technologie auf die Reifen übertragen: Dadurch sollen diese Wasser effektiver verdrängen als herkömmliche Pkw-Reifen und weniger Strömungswiderstand bei Nässe bieten. Diese Technik soll das Fahren bei Nässe besonders sicher machen und gilt als das Aushängeschild der Marke.